# Drepanocladus polygamus
Drepanocladus polygamus là một loài Rêu trong họ Amblystegiaceae. Loài này được (Schimp.) Hedenas mô tả khoa học đầu tiên năm 1997.